# 16407 Oiunskij
16407 Oiunskij este un asteroid din centura principală de asteroizi.

## Descriere
16407 Oiunskij este un asteroid din centura principală de asteroizi. A fost descoperit pe 19 septembrie 1985 la Observatorul de Astrofizică din Crimeea de Nikolai Cernîh și Liudmila Cernîh. Asteroidul prezintă o orbită caracterizată de o semiaxă mare de 2,40 ua, o excentricitate de 0,12 și o înclinație de 5,9° în raport cu ecliptica.